# Genay (Rodan)
Genay – miejscowość i gmina we Francji, w regionie Owernia-Rodan-Alpy, w departamencie Rodan.
Według danych na rok 1990 gminę zamieszkiwało 4029 osób, a gęstość zaludnienia wynosiła 475 osób/km² (wśród 2880 gmin regionu Rodan-Alpy Genay plasuje się na 218. miejscu pod względem liczby ludności, natomiast pod względem powierzchni na miejscu 1243.).